# Lamasquère
Lamasquère – miejscowość i gmina we Francji, w regionie Oksytania, w departamencie Górna Garonna.
Według danych na rok 1990 gminę zamieszkiwało 715 osób, a gęstość zaludnienia wynosiła 117 osób/km² (wśród 3020 gmin regionu Midi-Pyrénées Lamasquère plasuje się na 458. miejscu pod względem liczby ludności, natomiast pod względem powierzchni na miejscu 1401.).